# Los (Svezia)
Los è un'area urbana della Svezia situata nel comune di Ljusdal, contea di Gävleborg.
La popolazione rilevata nel censimento 2010 era di 387 abitanti .